# Ammophiletea
Ammophiletea – syntakson w randze klasy grupujący pionierskie zbiorowiska wydm nadmorskich, tworzące charakterystyczną psammofityczną roślinność białej wydmy. W Polsce reprezentowany przede wszystkim przez zespół Elymo-Ammophiletum arenariae. Zbiorowiska ważne ze względu na dużą rolę w procesie utrwalania ruchomych piasków na wydmach nadmorskich (w systemie Natura 2000 – siedlisko przyrodnicze nr 2110 i 2120).

## Charakterystyka

### Siedlisko
Nadmorskie tereny piaszczyste, ze słoną wodą podskórną na niewielkiej głębokości, białe wydmy.
Charakterystyczna kombinacja gatunków
ChCl., ChO. : wydmuchrzyca piaskowa Elymus arenarius, mlecz polny Sonchus arvensis.
Podkategorie syntaksonomiczne
O. (rząd zespołów) Ammophiletalia
All. (związek zespołów) Agropyro-Honkenyion peploidis
Ass. (zespół roślinności) Honkcenyo-Agropyretum juncei – halofilne zbiorowisko pionierskie wydm pierwotnych
All. Ammophilion borealis
Ass. Elymo-Ammophiletum – niehalofilne trawiaste zbiorowisko pionierskie wydm białych